# كفر الشيخ سليم
كفر الشيخ سليم، إحدى قرى مركز طنطا التابع لمحافظة الغربية بجمهورية مصر العربية.

## التاريخ
قرية كفر الشيخ سليم من القرى القديمة، حيث وردت باسم «نسخويه» في أعمال السمنودية ضمن قرى الروك الصلاحي التي أحصاها ابن مماتي في كتاب قوانين الدواوين، كما وردت باسم «نسخويه» في أعمال الغربية ضمن قرى الروك الناصري التي أحصاها ابن الجيعان في كتاب «التحفة السنية بأسماء البلاد المصرية».
وردت باسم «كفر الشيخ سليم» نسبة إلى مقام الشيخ سليم الكائن بالقرية في التربيع العثماني الذي أجراه الوالي العثماني سليمان باشا الخادم في عصر السلطان العثماني سليمان القانوني. كانت القرية تتبع لمركز تلا في المنوفية حتى نقلت إدارتها إلى مركز طنطا بمحافظة الغربية في 6 أبريل 1955.

## التعليم
تصل نسبة الأمية في القرية إلى 40.84% بين من تجاوزوا العاشرة من عمرهم، بينما تصل نسبة من حصلوا على تعليم جامعي إلى 6.01% من جملة السكان.

## السكان
بلغ عدد سكان كفر الشيخ سليم 15,938 نسمة حسب تقدير عام 2018.
| السنة  | 1882 | 1897 | 1907 | 1960 | 1976 | 1986 | 1996   | 2006   | 2018   |
| ------ | ---- | ---- | ---- | ---- | ---- | ---- | ------ | ------ | ------ |
| القرية | 2386 | 2634 | 4234 | 5672 | 7264 | 9186 | 11,224 | 13,193 | 15,938 |

## الاقتصاد
تعتزم المحافظة لإعادة افتتاح محطة إنتاج بيض المائدة بالقرية والتي من المفترض أن تنتج 70 مليون بيضة سنويًا، تحقق الاكتفاء الذاتي للمحافظة.